# Departamento de Artigas
Artigas es uno de los diecinueve departamentos que componen la República Oriental del Uruguay. Su capital es la ciudad homónima Artigas, vecina de la ciudad brasileña de Quaraí.
Está ubicado en el extremo norte del país, limitando al oeste con el río Uruguay el cual lo separa de Argentina hasta llegar al trifinio Isla Brasilera, donde comienza su frontera con Brasil (hacia el norte y este), que está delimitada por el río Cuareim, y al sur con Salto. Con 11 928 km² es el quinto departamento más extenso, por detrás de Tacuarembó, Salto, Paysandú y Cerro Largo.
En su vértice noroeste se encuentra Bella Unión, ciudad que recibe ese nombre dado que se encuentra en la unión del río Cuareim con el río Uruguay, en la frontera de Uruguay con Brasil y Argentina; esto le otorga una característica especial de Triple Frontera, (único departamento uruguayo con frontera con 2 países).
Cuenta con dos territorios, (denominados como "límites contestados" por los mapas de geografía uruguayos), en disputa con Brasil que son: el Rincón de Artigas y la llamada isla Brasilera.

## Historia
Región dueña de un pasado prehistórico que luego se convirtió en "tierra de nadie" entre los imperios español y portugués. El inicial predominio indígena (chanás-charrúas-guaraníes) fue desplazado por el poblamiento criollo y las posteriores colonias de inmigrantes.
En 1817 se produce la Batalla del Catalán a orillas del arroyo Catalán, entre las fuerzas del artiguismo, que comandaba Andrés Latorre, y los invasores portugueses al mando del marqués de Alegrete y el guerrillero Abreu, en el marco de la Invasión Portuguesa iniciada en 1816.
El departamento de Artigas fue creado por ley el 1.º de octubre de 1884, sobre territorio que correspondía previamente al departamento de Salto; a partir de esa fecha se designa a la Villa de San Eugenio como capital, la que en el año 1915 pasa a la categoría de ciudad, con el nombre de Artigas, capital del departamento con el mismo nombre en homenaje al héroe nacional uruguayo José Gervasio Artigas. Vinculado al hecho estuvo el coronel Carlos Lecueder, primer jefe político y de policía de Artigas.

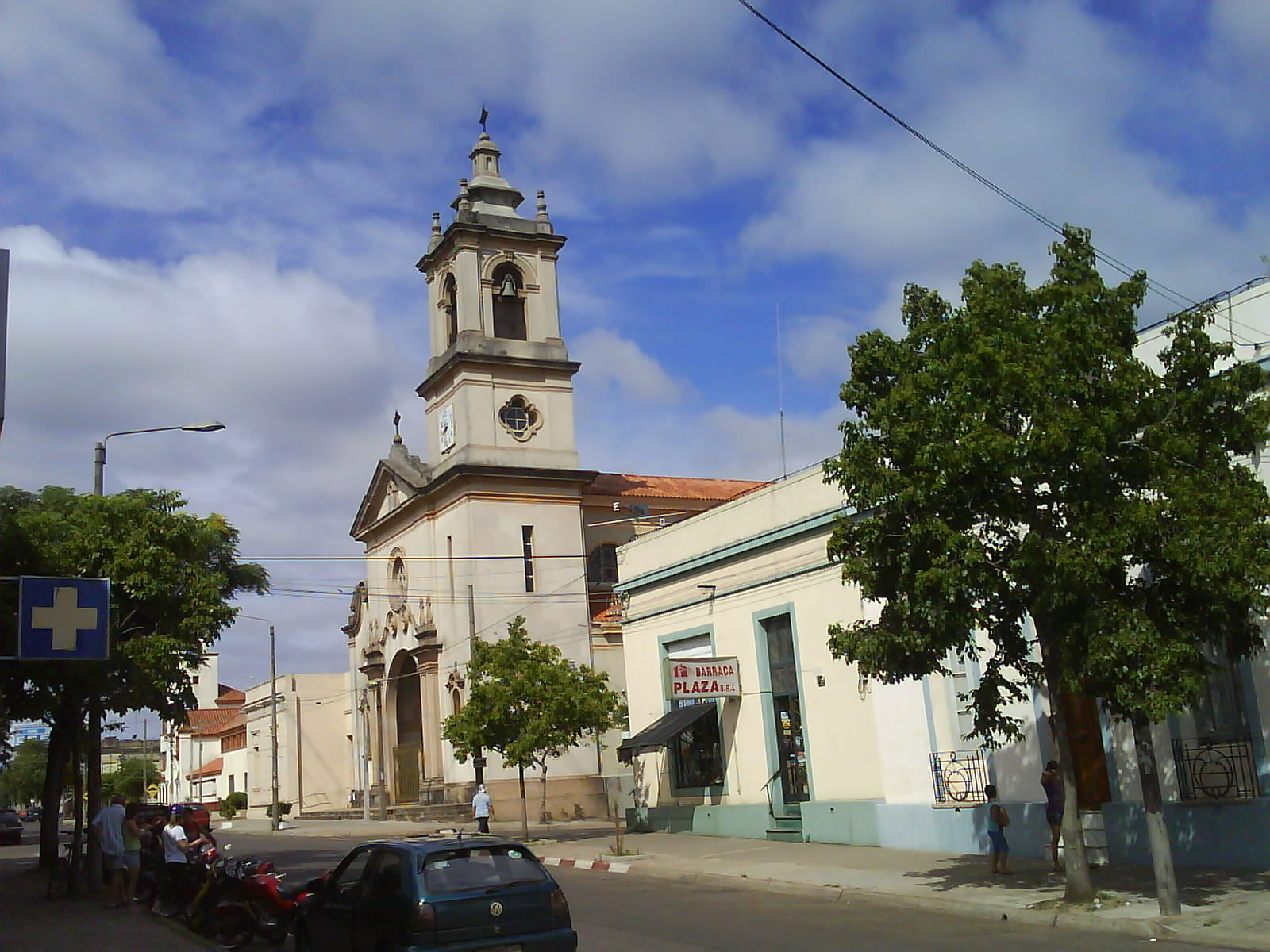
Iglesia Sagrado Corazón

Su capital Artigas surge al finalizar la Guerra Grande con el fin de consolidar las fronteras con Brasil, con el nombre de San Eugenio del Cuareim. Fue fundada el 12 de septiembre de 1852 por Don Carlos Catalá, eligiendo como mejor sitio el ubicado sobre las márgenes del río Cuareim y frente a la Villa San Juan Bautista del otro lado del río, que era un asentamiento militar que se transformó luego en lo que es hoy día la ciudad de Quaraí.
Con el nombre de Santa Rosa del Cuareim fue fundada la actual Bella Unión por Fructuoso Rivera y los guaraníes refugiados tras la campaña a las Misiones Orientales contra el Brasil en 1829 que lo acompañaban. En 1852 tras vencer los colorados aliados del Brasil a los nacionales, el territorio al norte del Cuareim fue cedido al Brasil lo cual motivó un desalojo de la población. En 1853 fue refundada con el nombre de Santa Rosa de la Bella Unión del Quareim. En el año 1929 el gobierno nacional con motivo del centenario de la campaña de las Misiones, envió un proyecto de ley a la Cámara de Senadores, en la cual establecía el nombre de Bella Unión, que para aquel tiempo era una villa.

## Antropología

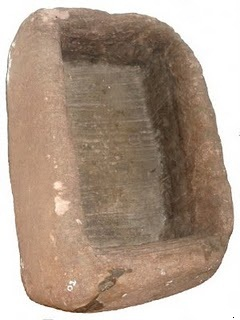
Hombre del Catalanense

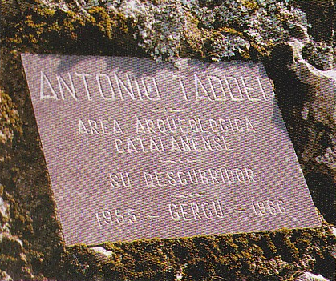
Placa homenaje

Muchos años antes que los charrúas, existieron los primeros pobladores de lo que un día sería el Uruguay. Fueron las primeras poblaciones humanas registradas del país que se desarrollaron hace unos 8000 a 10 000 años. Esta cultura es conocida como el Hombre del Catalanense.
En la década de 1950, el arqueólogo uruguayo Antonio Taddei, pudo determinar en las orillas del arroyo Catalán Chico la existencia de restos de una cultura primitiva, de una antigüedad de entre 8 y 10 mil años.
En el lugar, se recuperaron diversas piezas líticas recogidas en la superficie basáltica que permitieron descubrir que ahí vivió una cultura de recolectores-cazadores primitivos, basada en artefactos elaborados sobre lascas muchas de ellas trabajadas con filo.
También en Artigas a lo largo del río Cuareim se encontraron restos de una cultura diferente a la anterior, más antigua y con utensilios más primitivos; y otra de cazadores tecnológicamente más desarrollados, contemporáneos de ambas, cuya existencia se manifiesta en puntas de proyectil.

## Toponimia
Característica saliente del departamento de Artigas es su toponimia de origen guaraní. Ríos, arroyos, cerros, flora y fauna conservan las voces de los antiguos pobladores de la tierra.
Ejemplo de ello son; Arapey: río de los camalotes; Butiá: palmera; Cuareim: río que brota de un hoyo; Cuaró: cueva ocupada; Cuñapirú: mujer flaca; Cururú: sapo roncador; Itacumbú: piedra que estalla; Itapebí: piedra delgada; Mandiyú: algodón; Ñandubay: árbol frutal; Ñacurutú: búho; Ñapindá: árbol espinoso; Ñaquiñá: chicharra; Yacaré: cocodrilo de poco tamaño; Yacuí: de yacú, pavo montés; Yaguary: jaguar; Yucuyá: víbora; Yuquerí: planta; Uruguay: río de los caracoles.

## Geografía

### Ubicación y límites
El departamento de Artigas se encuentra situado en la zona noroeste del país, sus límites son: al norte y noreste: el río Cuareim, que lo separa del estado de Río Grande del Sur, perteneciente a Brasil; al oeste: el río Uruguay, que lo separa de la provincia de Corrientes, perteneciente a Argentina; al sur: el arroyo Yacuy, una línea divisoria imaginaria de 13 km entre este arroyo y el río Arapey Chico, y la cuchilla de Belén, sirviendo estos de límite con el departamento de Salto; y por último al este: el arroyo de la Invernada y sus afluentes el arroyo Maneco y el de los Caraguatás, que sirven de límite con Brasil y el territorio conocido como Rincón de Artigas (límite contestado). Su superficie es de 11 928 km², lo que corresponde al 6,8% de la superficie del país.
En el departamento se encuentra el punto más al norte del Uruguay el denominado «Codo del Cuareim», próximo a la desembocadura del arroyo Yacaré, 4 km al noreste de Paso de León. Latitud: -30°06', longitud: 57°04'W.

### Orografía

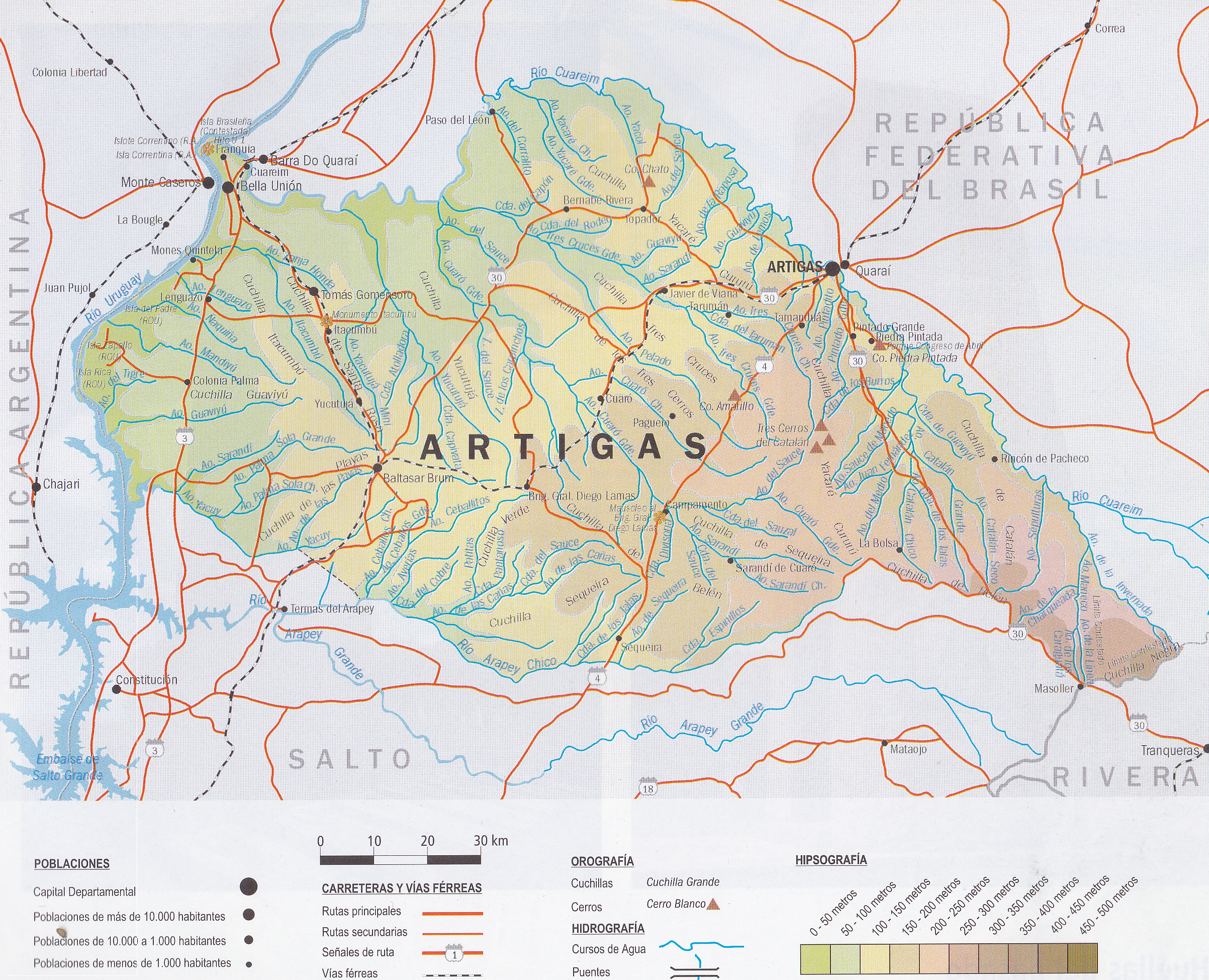
Mapa cartográfico de Artigas

Su suelo aflora casi exclusivamente el basalto, correspondiente a la formación de Arapey, siendo esta, parte del gran manto volcánico que cubre 800 000 km² en la cuenca de los ríos Paraná y Uruguay. En los alrededores de la ciudad de Artigas aparece una "isla" de arenisca jurásica de origen eólico, brindando al terreno un color particular. Testigo de esta particular formación geológica es la Piedra Pintada, estructura de arenisca de 19 metros de altura.
La cuchilla de Belén es la principal del departamento, recorriéndolo de este a oeste, dividiendo las lluvias y llevando sus aguas hacia el río Cuareim, al norte, y hacia el río Arapey Chico, al sur. Posee una extensión de 150 km. La otra cuchilla principal del departamento es la cuchilla de Yacaré Cururú, que se extiende de sur a norte, dividiendo las aguas al río Cuareim y al arroyo Tres Cruces Grande; posee una extensión aproximada de 110 km.
Todas las cuchillas del territorio son tabulares o aplanadas, constituidas por areniscas y otros sedimentos consistentes. Sus laderas se caracterizan por ser escalonadas y por su resistencia al proceso de erosión, lo que ha generado un paisaje trapeano o escalonado. La zona de mayor altitud se ubica cerca de la zona de Catalán, en la estancia llamada "La Coqueta", con 340 m sobre el nivel del mar.
Hacia el Cuareim corren largos arroyos en cuya cuenca abundan las ágatas y las cristalizaciones de cuarzo, de la variedad amatista, intercaladas en el basalto, constituye una de las riquezas del departamento. Hacia el río Uruguay, contrastando con el terreno ondulado del este, a veces muy pedregoso, con abundancia de bochas redondeadas de basalto y pequeñas quebradas, el terreno es relativamente llano pero las orillas fluviales son algo escarpadas, aunque también se ven terrenos anegadizos y capas de sedimentos. Las tierras se prestan para cultivo como los de caña de azúcar, arroz, productos de primor, vitivinicultura y tabaco.

### Hidrografía

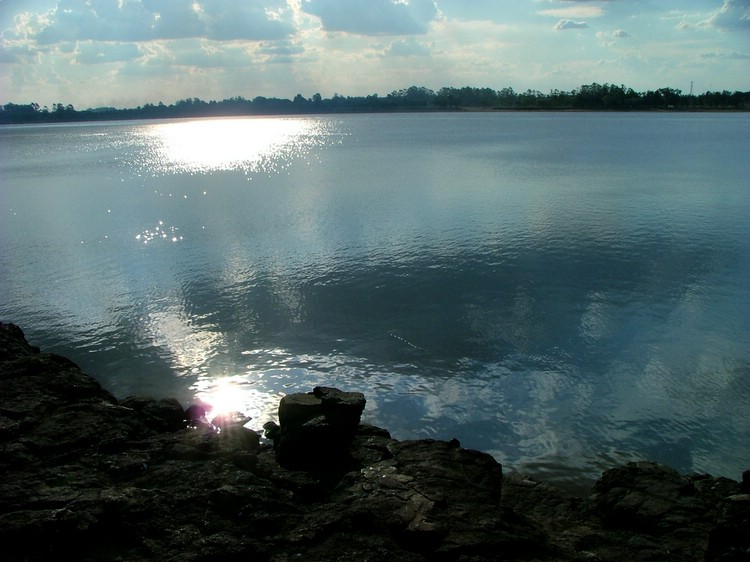
Costa del río Uruguay, cerca de Bella Unión.

El departamento se encuentra abrazado por tres ríos, el río Cuareim, que ejerce de límite con Brasil al norte, el río Uruguay al oeste, que lo separa de la Argentina, y finalmente el río Arapey Chico al sur, que lo separa del departamento de Salto.
Diversos arroyos y cañadas afluentes de los anteriores ríos, fluyen atravesando el territorio departamental. El paisaje da lugar a pequeñas quebradas que albergan cursos de aguas límpidas. La abundante presencia de aguadas ha permitido la intensificación del cultivo de arroz en los últimos 40 años.
Hacia el río Cuareim fluyen varios arroyos, como el de la Invernada; el Catalán, que tiene como afluentes al Catalán Chico y al Catalancito; el Yacaré; el Cuaró, cuyos principales afluentes son el Sarandí y el Cuaró Chico; el Tres Cruces, que tiene como afluentes al arroyo Pelado y al Tres Cruces Chico; y por último el Yucutujá.
Directamente al río Uruguay desembocan los arroyos Yacuy, cuyo principal afluente es el Palma Sola Grande; el Ñaquiñá, y el arroyo Itacumbú.
En el río Arapey Chico desembocan los arroyos Ceballos, Patitas y el de las Cañas.

### Territorio insular
Por el tratado suscrito con Argentina el 7 de abril de 1961, quedaron en la jurisdicción uruguaya y artiguense, 7 grandes islas sobre el río Uruguay. Estas son:
- Isla del Padre: situada entre la desembocadura de los arroyos Lenguazo y Naquiña

- Isla Zapallo: con 5500 m de largo y 750 m de ancho, se ubica en la desembocadura del arroyo Mandiyú; tuvo ocupantes argentinos y arrendatarios

- Isla Rica: con 3500 m de largo y 650 m de ancho, al sur de la isla Zapallo

- Isla Carbonera: cerca de la desembocadura del arroyo Tigre

- Isla Misionera: a solo 80 m de la orilla, fue habitada por familias misioneras en el pasado y se puede acceder a pie cuando el río esta en bajante, 1400 m de largo y 200 m de ancho

- Isla Guaviyú.

- Isla Sin Nombre: esta última desaparecida debido al embalse de Salto Grande.

En estas islas del departamento de Artigas se encuentra selva marginal perteneciente al distrito fitogeográfico de las Selvas Mixtas o «selva misionera»; agrupación botánica que incluye especies que se presentan solo allí en el país, la cual es favorecida por el clima subtropical del departamento. Se ven especies de altas cañas de tacuaruzú, guabiyú, pitanga amarga, cambuata, cambuy, ibirapitá, guayubirá, lapacho negro, etc.
Se destaca la llamada Isla Brasilera, pequeña isla fluvial de unos 7 km de largo y 4 km de anchura, ubicada en la desembocadura del río Cuareim en el río Uruguay en el punto de encuentro de las fronteras de la Argentina, Brasil y Uruguay. Uruguay reclama desde 1940 que la isla fue erróneamente adjudicada al Brasil al ser demarcada la frontera en 1862, señalando que la isla se halla en el río Uruguay y no en el río Cuareim, por lo que debería pertenecer al Departamento de Artigas, lo cual no es aceptado por Brasil.

## Clima

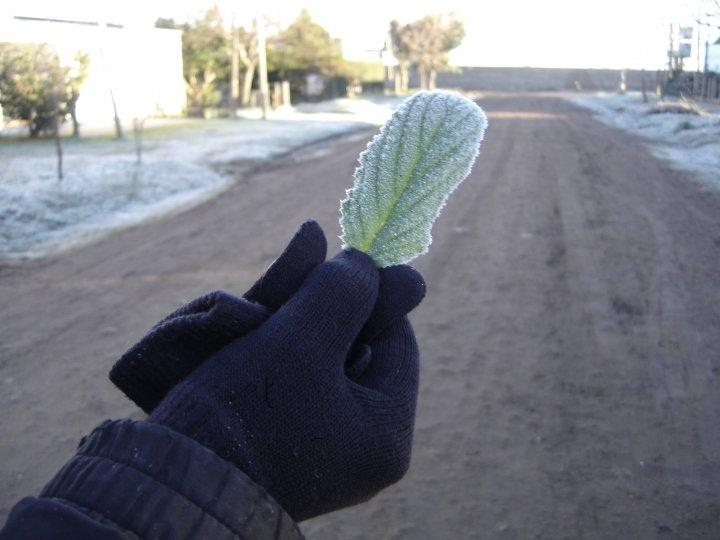
Helada en Bella Unión

Por su posición geográfica en el norte uruguayo, Artigas ingresa en una zona climática de caracteres subtropicales lo que le da la posibilidad de desarrollar cultivos que en otros sectores del territorio no se producirían (caña de azúcar), o adelantarse a la zafra de cultivos del sur del país en aproximadamente tres meses (principalmente cultivos del primor).
Su temperatura media es la más elevada de todo el país (19 °C de temperatura media, llegando a temperaturas tan altas como los 40,8 °C durante los meses del verano), ocupando también el primer puesto en cuanto a sus niveles de precipitación (media anual de 1453 milímetros). En los meses de invierno, por el contrario, se producen fuertes heladas en la "campaña", cambiando en la mañana el color verde habitual de los campos.
Con baja frecuencia se producen inundaciones debido al gran caudal que pueden llegar a recibir los cursos de agua del departamento. Las ciudades afectadas son Artigas (inundaciones de 1991, 1993, 1994, 2001, 2002 y 2009), y Bella Unión (inundación de 2009).
| Parámetros climáticos promedio de Artigas | Parámetros climáticos promedio de Artigas | Parámetros climáticos promedio de Artigas | Parámetros climáticos promedio de Artigas | Parámetros climáticos promedio de Artigas | Parámetros climáticos promedio de Artigas | Parámetros climáticos promedio de Artigas | Parámetros climáticos promedio de Artigas | Parámetros climáticos promedio de Artigas | Parámetros climáticos promedio de Artigas | Parámetros climáticos promedio de Artigas | Parámetros climáticos promedio de Artigas | Parámetros climáticos promedio de Artigas | Parámetros climáticos promedio de Artigas |
| Mes                                       | Ene.                                      | Feb.                                      | Mar.                                      | Abr.                                      | May.                                      | Jun.                                      | Jul.                                      | Ago.                                      | Sep.                                      | Oct.                                      | Nov.                                      | Dic.                                      | Anual                                     |
| ----------------------------------------- | ----------------------------------------- | ----------------------------------------- | ----------------------------------------- | ----------------------------------------- | ----------------------------------------- | ----------------------------------------- | ----------------------------------------- | ----------------------------------------- | ----------------------------------------- | ----------------------------------------- | ----------------------------------------- | ----------------------------------------- | ----------------------------------------- |
| Temp. máx. abs. (°C)                      | 40.6                                      | 39.9                                      | 37.5                                      | 34.4                                      | 31.7                                      | 28.8                                      | 29.7                                      | 31.7                                      | 34                                        | 36.1                                      | 40.8                                      | 39.2                                      | 40.8                                      |
| Temp. máx. media (°C)                     | 32.4                                      | 30.4                                      | 28.9                                      | 24.8                                      | 21.4                                      | 18.5                                      | 18.3                                      | 20.7                                      | 21.8                                      | 25.3                                      | 27.8                                      | 30.9                                      | 25.1                                      |
| Temp. media (°C)                          | 25.4                                      | 24.6                                      | 22.5                                      | 18.9                                      | 15.7                                      | 12.9                                      | 13.1                                      | 14.4                                      | 16.0                                      | 18.7                                      | 21.4                                      | 24.0                                      | 19.0                                      |
| Temp. mín. media (°C)                     | 19.2                                      | 18.9                                      | 17.1                                      | 13.4                                      | 9.9                                       | 7.4                                       | 8.0                                       | 9.5                                       | 10.2                                      | 13.1                                      | 15.3                                      | 17.9                                      | 13.3                                      |
| Temp. mín. abs. (°C)                      | 9                                         | 9.4                                       | 6.3                                       | 2                                         | -4.2                                      | -3.5                                      | -5.2                                      | -2.8                                      | -0.8                                      | 3.6                                       | 4.3                                       | 7.2                                       | -5.2                                      |
| Precipitación total (mm)                  | 135                                       | 169                                       | 151                                       | 119                                       | 111                                       | 81                                        | 102                                       | 87                                        | 113                                       | 137                                       | 126                                       | 119                                       | 1453                                      |
| Días de precipitaciones (≥ 1mm)           | 5                                         | 6                                         | 6                                         | 6                                         | 5                                         | 5                                         | 6                                         | 5                                         | 6                                         | 5                                         | 6                                         | 5                                         | 66                                        |
| Humedad relativa (%)                      | 66                                        | 68                                        | 73                                        | 77                                        | 77                                        | 81                                        | 76                                        | 70                                        | 74                                        | 67                                        | 65                                        | 66                                        | 72                                        |
| Fuente: DNM Uruguay promedio 1960-1990    |                                           |                                           |                                           |                                           |                                           |                                           |                                           |                                           |                                           |                                           |                                           |                                           |                                           |

## Ecología

### Flora y fauna
Artigas posee una vegetación muy variada, principalmente en cuanto a árboles de eucalipto, ceibo, roble, tunas, guayabas y laureles. De modo disperso se hallan ombúes, hibiscos y romeros.
Alrededor de las vías fluviales se encuentra el bosque galería (ibirapitá, timbó, algarrobo), muy parecido al de estilo misionero.
El río Cuareim presenta abundante monte natural en sus riberas, teniendo en su margen brasileña un ancho aproximado de 2000 m, de monte tupido, en cercanías de la desembocadura del arroyo Catalán Grande.
Según la Dirección General Forestal del MGAP, Artigas posee 49 477 ha de bosques (2012), que representan el 3,2% del país. Sin embargo, si solo se considera los bosques naturales (43 220 ha) estos representan el 5,1% del total de bosques naturales a nivel nacional. En el departamento muy poca superficie corresponde a bosques implantados (6.258 ha), representando 0,9% del total nacional, a la inversa de lo que pasa en otros departamentos.
La fauna se compone de ñandúes (criados, faenados y exportados al extranjero), zorros grises, comadrejas y mulitas.  En las cercanías del monte nativo habitan aves de monte, teros, carpinchos, murciélagos, puercoespines, lagartijas, liebres, yacarés, cruceras, yaras, víboras de cascabel, etc.
En las cercanías de la Piedra Pintada  se encuentra una Reserva Natural, llamada Reserva de Fauna Autóctona, esta se encuentra abierta al público, en la que se puede visitar a los animales autóctonos y algunos en peligro de extinción.
| Fauna del departamento de Artigas     |                                   |                                               |                                     |                                     |                                         |
|                                       |                                   |                                               |                                     |                                     |                                         |
| Carpincho - Hydrochoerus Hydrochaeris | Yacaré Overo - Caiman Latirostris | Zorro de Monte - Cerdocyon Thous Entrerrianus | Tatu Criollo - Dasypus Novemcinctus | Nutria - Myocastor Coypus           | Lobito de río - Lontra Longicaudis      |
|                                       |                                   |                                               |                                     |                                     |                                         |
| Comadreja - Didelphis Paraguayensis   | Mao Pelada - Procyon Cancrivorus  | Coatí - Nasua Nasua                           | Lagarto overo - Tupinambis teguixin | Crucera - Bothrops Alternatus       | Cascabel - Crotalus durissus terrificus |
|                                       |                                   |                                               |                                     |                                     |                                         |
| Ñandú - Rhea americana                | Perdiz Común - Nothura maculosa   | Tero - Vanellus chilensis                     | Liebre - Lepus europaeus            | Sapo Cururu - Proceratophrys cururu | Tararira - Hoplias malabaricus          |

### Áreas protegidas

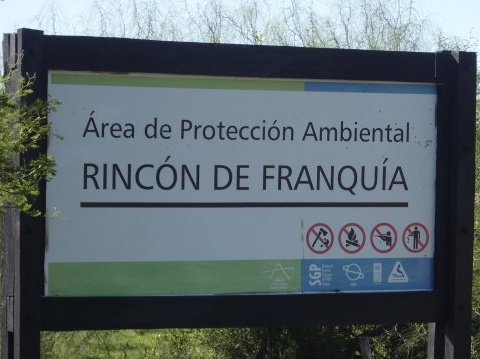
Rincón de Franquía

El Área de protección ambiental Rincón de Franquía, ubicada muy próxima y al norte de Bella Unión, en la confluencia de los ríos Uruguay y Cuareim. Se trata de una zona que forma parte de la planicie de inundación de los ríos Uruguay y Cuareim, con albardones y lagunas marginales, dónde se encuentra un bosque ribereño que preserva una flora y fauna con influencia paranaense, restringida a unas pocas zonas de Uruguay. En el lugar se han registrado 223 especies de aves, 15 especies de mamíferos, así como 21 especies de anfibios y 14 de reptiles. Esta área es una de las Áreas de Importancia para la Conservación de Aves (IBA por sus siglas en inglés), y además desde 2013 forma parte del Sistema Nacional de Áreas Protegidas de Uruguay (SNAP).

## Economía

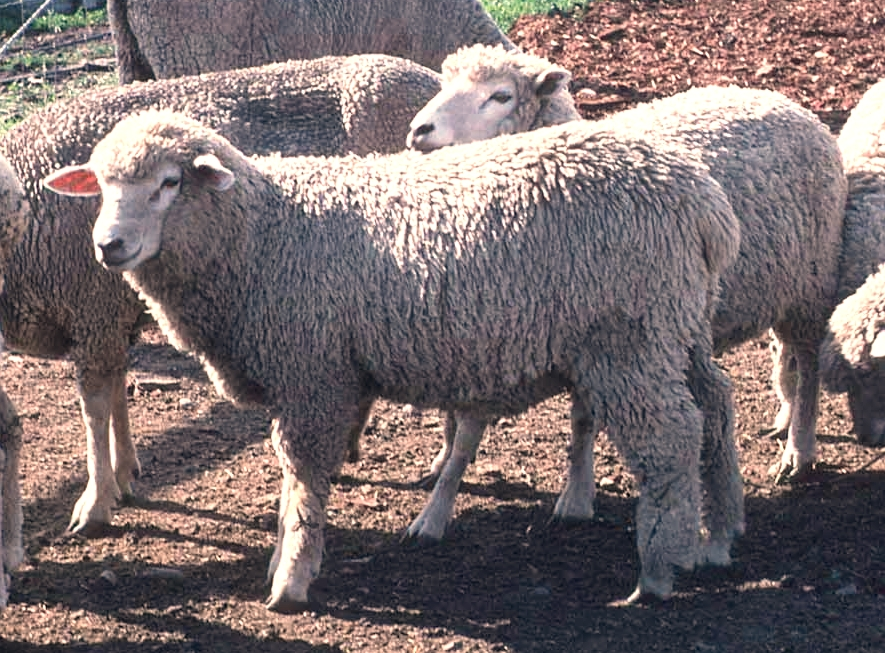
Ejemplares de raza Corriedale

En el departamento de Artigas, el principal sector económico es el primario, representando el 42% del valor agregado bruto del departamento, (porcentaje más alto del país), aunque representa solo el 7% de las actividades agropecuarias del país.
El PIB del departamento representaba en 2013 un 1,5 % del total del país con U$S 853 635 000 (16.º en el país), con un PIB per cápita de U$S 11.633 (16.º en el país).
Los recursos naturales determinan tres actividades principales: ganadería, agricultura y minería.
La ganadería es el rubro de mayor explotación en sus dos grandes áreas: carne y ganado en pie proveniente de ovinos y bovinos, acompañada de la producción de lana ovina. Dicha explotación se realiza en las características «estancias» o en establecimientos rurales de diverso tipo y tamaño.
La información de DICOSE (MGAP 2013), reafirma la característica ganadera central del departamento. Artigas presenta un inventario de ganado vacuno de 803 mil cabezas (7 % del inventario nacional), ocupando el 5.º lugar del país. En lo que se refiere a la ganadería ovina, el departamento ocupa el 2.º lugar a nivel nacional (después de Salto), con 1 200 000 cabezas ovinas (14,7 % del inventario nacional). Por otra parte la producción de lana del departamento, en zafra 2004-2005, llegó a las 4.000 toneladas.

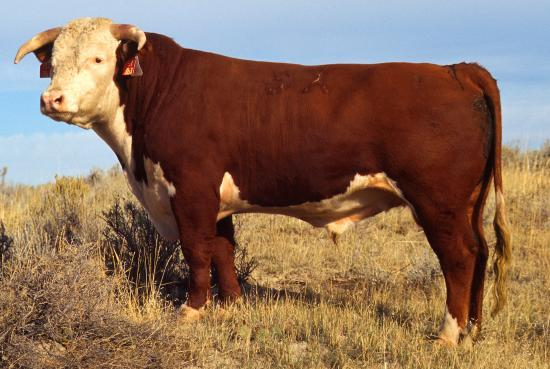
Toro de raza Hereford

El panorama pecuario se completa con la lechería, contando con unos 80 productores, la mayoría de ellos ubicados en el cinturón lechero sobre la ciudad de Artigas, estos remiten parte de su producción a la ciudad y parte a la industria láctea salteña INDULACSA.
En cuanto a la agricultura, grandes extensiones de tierra (aproximadamente 9000 hectáreas), son dedicadas al cultivo de la caña de azúcar en los alrededores de Bella Unión, la que es procesada luego en el complejo industrial agroenergético-alimentario ALUR (ex-CALNU) para la producción de azúcar (más del 50 % de la producción total de azúcar del país: Azúcar Bella Unión), biocombustibles (ANCAP) y alimento para el ganado.
En la zona de Bella Unión existió una importante actividad dedicada a la vitivinicultura (Vinos CALVINOR) y a los cultivos de primor y congelados (hortalizas), donde 250 productores se nucleaban en una cooperativa llamada CALAGUA. Dichos emprendimientos, lamentablemente han cerrado sus puertas en los últimos años.

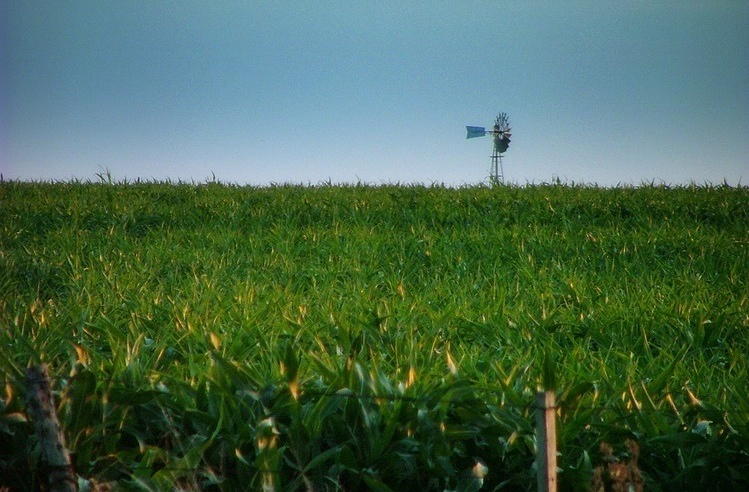
Plantaciones en Bella Unión, norte de Artigas

Cabe señalar que debido al clima, los suelos bajos y las posibilidades de riego por inundación se favorece la producción de arroz en Artigas, cultivo que ha aumentado por 10 el área destinada a su plantío en los últimos 20 años, ubicándose actualmente en el 3° puesto a nivel nacional con más de 30 000 hectáreas sembradas. Esta actividad es desarrollada en la zona de influencia de la ciudad de Artigas y en la zona noreste del departamento.
En el área de influencia de la ciudad de Artigas se desarrolla además el cultivo de tabaco, cuya producción es remitida a la planta de Monte Paz en el departamento de Rivera.

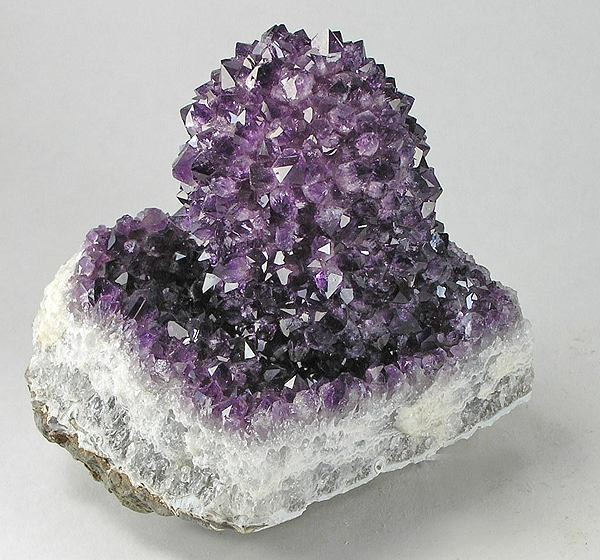
Amatista

La minería se desarrolla en la cuenca del arroyo Catalán, allí existen yacimientos de piedras semipreciosas, sobre todo ágatas y amatistas, de excelente calidad reconocida a nivel internacional. Estas piedras se encuentran en cavidades internas de rocas basálticas que se llaman “geodas”. Para la extracción de las geodas se utiliza escasa maquinaria, y la producción se efectúa en pequeños talleres de tallado de tipo artesanal. Esto pone a Uruguay y más específicamente al departamento de Artigas entre los principales productores mundiales de dichos minerales. Si bien las ventas al exterior han sido a un gran número de países, por el volumen físico y monetario se destacan claramente 4 regiones: Europa, con Alemania como principal comprador, EE. UU., Brasil y Asia, principalmente China y en menor medida Taiwán.
La producción total en 2012 fue de 26 000 toneladas; un 95% de ágatas y 5% restante de amatistas. De dicha producción se exportó en 2012 el 80% del total, generando unos ingresos cercanos a los U$S 22 millones.

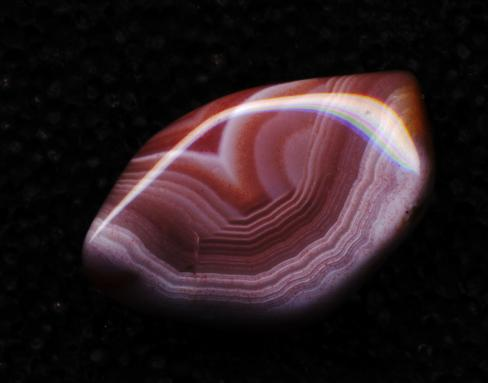
Ágata.

En cuanto al sector secundario, este representa el 20% del valor agregado bruto del departamento. La industria está representada por el ingenio azucarero de ALUR, el procesamiento de arroz en molinos repartidos por todo el departamento (parte de la producción de arroz de SAMAN proviene de dicho departamento), el tallado de piedras semipreciosas, la presencia de curtiembres, y el congelado de frutas y verduras.
Por otro lado el sector terciario (servicios) representa el 39 % del valor agregado bruto del departamento, porcentaje menor al del resto de los departamentos. En este sector se encuentran los Free Shops, ubicados en las ciudades de Artigas y Bella Unión, la actividad de estas tiendas genera el turismo de compras, que atrae principalmente turistas provenientes de Brasil.

## Turismo
En la ciudad de Artigas y en sus cercanías se encuentran:
- El parque Paseo 7 de Septiembre sobre las costas del río Cuareim, cuenta con zona de campin, parrilladas, lago, ubicándose también allí el Estadio Matías González y el Puente Internacional de la Concordia.

- La Plaza Batlle, considerada como la plaza más grande del país, en su centro se ubica el Obelisco a la Gloria de los Héroes de 1825.[15]

- La Plaza Artigas, con el monumento al prócer, revestido por 6420 plaquetas de ágatas pulidas por artesanos artiguenses. Frente a esta plaza se ubica uno de los edificios más emblemáticos de la ciudad, la llamativa Jefatura de Policía, inaugurada en 1896, con forma de castillo,  declarada Monumento Histórico Nacional en el año 2002. Frente a dicha plaza se encuentra también la Iglesia San Eugenio, inaugurada en 1880, siendo la más antigua de la ciudad.

- La Terminal de Ómnibus, inaugurada en 2001, exestación de ferrocarril. Frente a dicha terminal se encuentra el árbol Ibirapita retoño del conocido árbol que se encuentra en el Paraguay, el cual brindara protección al prócer en sus años de exilio.[15]

- A 14 km de la ciudad se encuentra la Virgen de los 33; siendo un santuario dedicado a dicha virgen, lugar de meditación y peregrinación religiosa. Hermoso lugar panorámico ubicado en zona de Guayubira y Estiba.

- A 17 km de la ciudad se encuentra a escasos metros de la Piedra Pintada Casa Tannat, un viñedo boutique que produce vinos Tannat reconocidos a nivel nacional e internacional. Las catas se realizan en uno de los cerros panorámicos de la propiedad.[16]

- A 17 km de la capital se encuentra la Piedra Pintada, es una formación de areniscas de 19 m de altura, ubicada en el Parque Congreso de abril, rodeada de monte nativo y en medio de un paisaje agreste. El parque cuenta con instalaciones para campin, parrilleros, parador, baños y tres piscinas. Allí también se encuentra la Reserva Ecológica de Fauna y Flora y el Museo de las Carretas.[17]

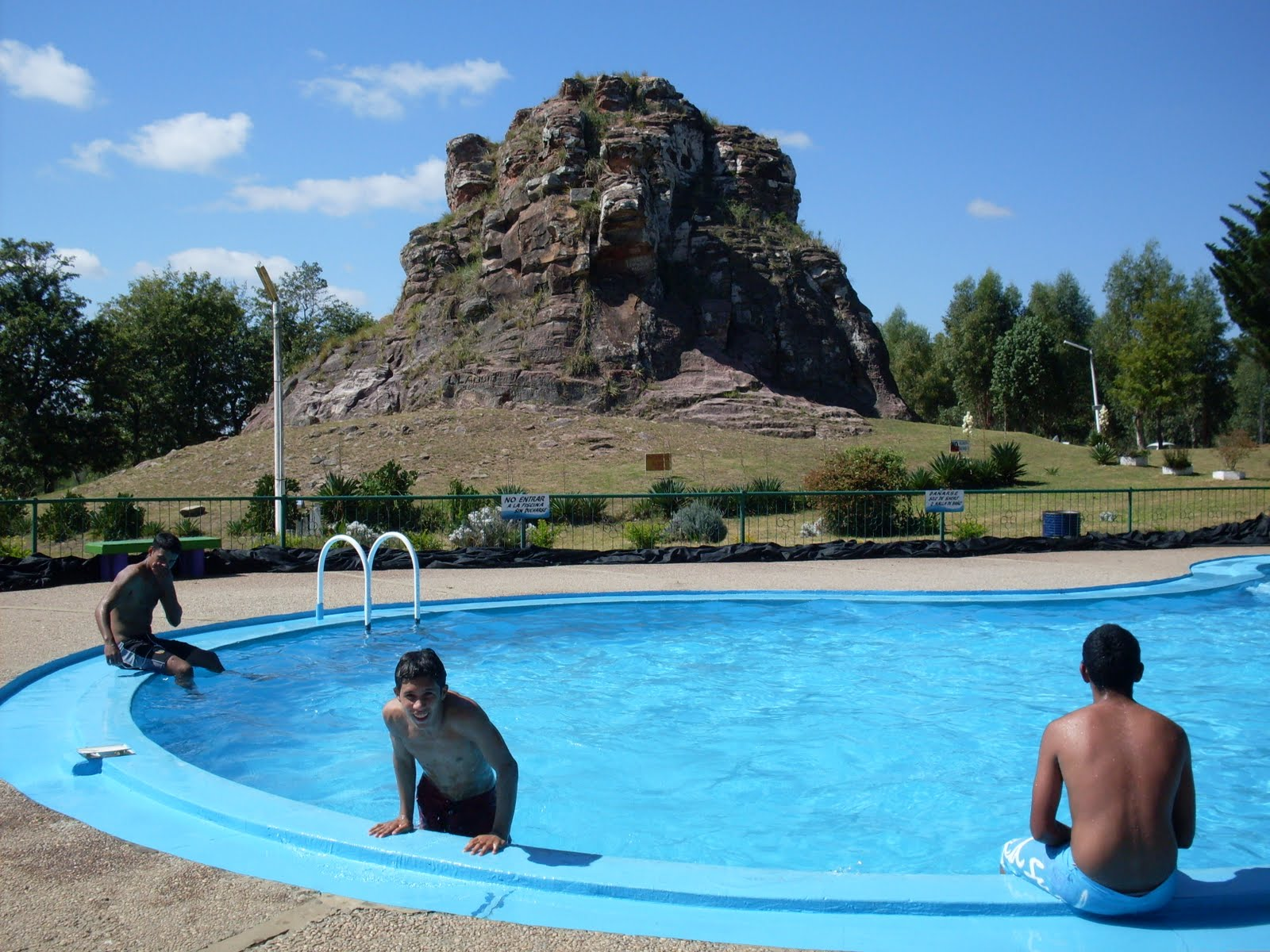
Piedra Pintada

En las cercanías de la ciudad de Bella Unión se encuentran:
- El Parque Rivera, dentro de la ciudad, es un lugar de campin, a orillas del río Uruguay, con parrilleros, parador y área para practicar deportes. Del otro lado del río se puede ver la ciudad argentina de Monte Caseros, a la que se accede por ahora a través de un servicio de lanchas (hasta la construcción del puente binacional).
- El Balneario los Pinos, sobre la costa del río Uruguay, a 6 km al norte de la ciudad, tiene una vasta franja de playa de arena y canto rodado, amplia forestación de pinos, parrilleros y parador habilitado todo el año.

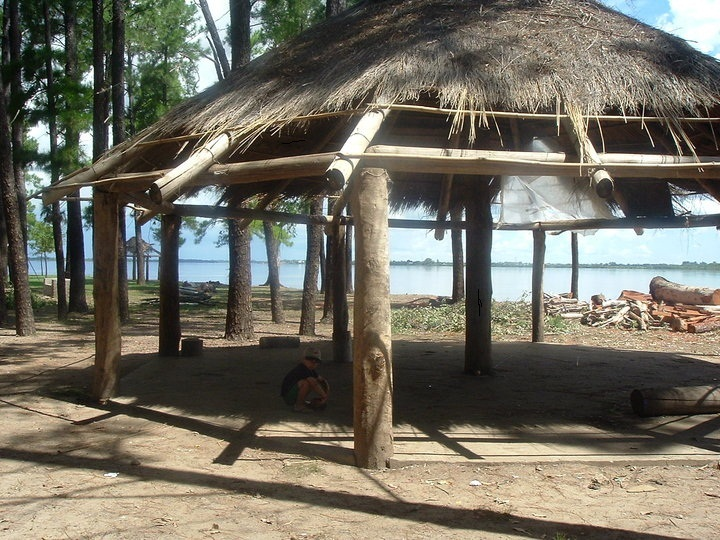
Balneario Los Pinos

- También se debe de nombrar el carnaval de dicha ciudad que al igual que el carnaval de Artigas es influenciado por el carnaval brasileño presentado carros alegóricos, passistas, maestro de sala y porta bandera, batería y un samba enredo cantado en español (único en el Uruguay). La primera escuela de samba fue fundada en 1960 y actualmente se presentan un bloco, una comparsa y cuatro escuelas de samba que anualmente compiten por el título de campeona.

En el interior del departamento se encuentran:
- El Safari Minero, en las minas de ágatas y amatistas a 40 km de la ciudad se encuentran los principales yacimientos de dichas piedras semipreciosas, algunas de ellas explotadas a cielo abierto y otras en túneles donde se extraen y recorren el mundo.[18]

- El monumento histórico Batalla de Masoller, ubicado sobre la Ruta 30, en la localidad de Masoller, punto de unión de los departamentos de Artigas, Rivera y Salto. Es un monolito que recuerda la batalla de Masoller, ocurrida el 1 de septiembre de 1904 entre el gobierno colorado de José Batlle y Ordóñez y el caudillo blanco Aparicio Saravia, quien fue herido de muerte.

- A 60 km de la ciudad capital, por Ruta 4, en los alrededores de Paso Campamento, se encuentra el Mausoleo del Brig Gral Diego Eugenio Lamas.

Desde inicios de la década pasada se produce lo que se denomina como Turismo de Free Shops, principalmente con el arribo de ciudadanos brasileños, los cuales llegan a comprar productos de consumos en tiendas libres de impuestos (tax-free), situados en las ciudades de Artigas y Bella Union. 
De acuerdo a estudios realizados por el MTOP, y por la empresa Geoambiente (contratada por la intendencia de Artigas) existen en el departamento aguas termales, las cuales aún no han sido explotadas comercialmente, siendo este un potencial turístico para la región.

### Carnaval de Artigas

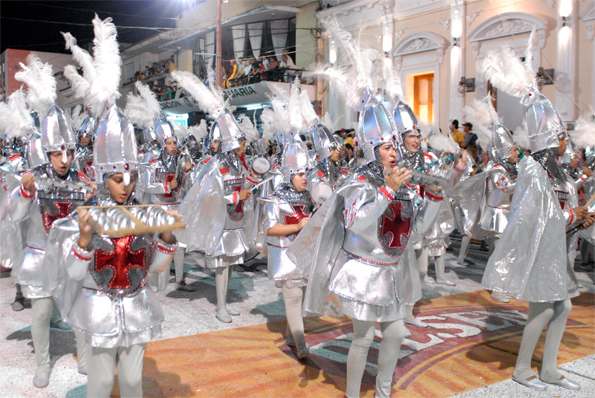
Carnaval de Artigas

En lo que refiere a eventos, en el departamento se destaca el carnaval, un desfile de escuelas de samba organizado por la intendencia y la Federación de Escuelas de Samba, evento que se realiza desde 1984 y que anualmente atraen un público estimado de unas 20 mil personas.
La esencia de la propuesta artística es el “enredo” (nudo temático), el mismo debe tratar algún tema de interés sociocultural, el cual debe ser previamente aprobado por el Jurado de Carnaval. En el desfile, el “enredo”, debe desarrollarse respetando el hilo conductor propuesto, siempre dejándose llevar por alegorías, sátiras y fantasías, al compás del Samba Enredo, la música interpretada en vivo por los "puxadores", acompañados armónicamente por la "Batería" (cuerpo de percusionistas). 
Participan varias escuelas de samba, presentando las principales, cerca de mil doscientos integrantes cada una. Las mismas cuentan con aproximadamente una hora para completar su desfile por la principal avenida de la ciudad, la Avenida Cnel. Carlos Lecueder, con sus "destaques", carros alegóricos, batería y sus distintas "alas", representando a los diferentes barrios y situaciones culturales de la ciudad. Alrededor de ocho mil personas están comprometidas en su realización, con alrededor de seis mil personas participando activamente en el desfile.

### Fiestas Populares
Durante todo el año tienen lugar diferentes eventos en el departamento:
- Fiesta de la Tararira y el Bagre en Tomás Gomensoro: concurso de pesca en el mes de enero;
- Carnaval Samba de Artigas (ya descrito previamente), y Carnaval de Bella Unión, en febrero;
- Festival a orillas del Yacuy, cerca de Baltasar Brum, en el mes de marzo;
- Expo-Artigas, se lleva a cabo en diciembre en la plaza Batlle de la ciudad de Artigas: exposición artesanal y comercial, con shows musicales;
- Fiesta de la Producción, en Bella Unión: festival musical que se realiza en diciembre.

### Patrimonio Nacional
- Predio situado en el antiguo Paso del Higo (actual puerto de Bella Unión).
- Ejemplar de Ibirapitá "Peltophorum Dubium" (ciudad de Artigas).
- Jefatura de Policía (ciudad de Artigas).
- Parroquia San Eugenio (ciudad de Artigas).
- Centro Figari ex-Mercado Municipal (ciudad de Artigas).
- Manifestaciones rupestres (cercanías del Río Cuareim entre los arroyos del Cortado y Tres Cruces a pocos metros de la cañada Ñandubay, Paso de León).[23]

## Demografía

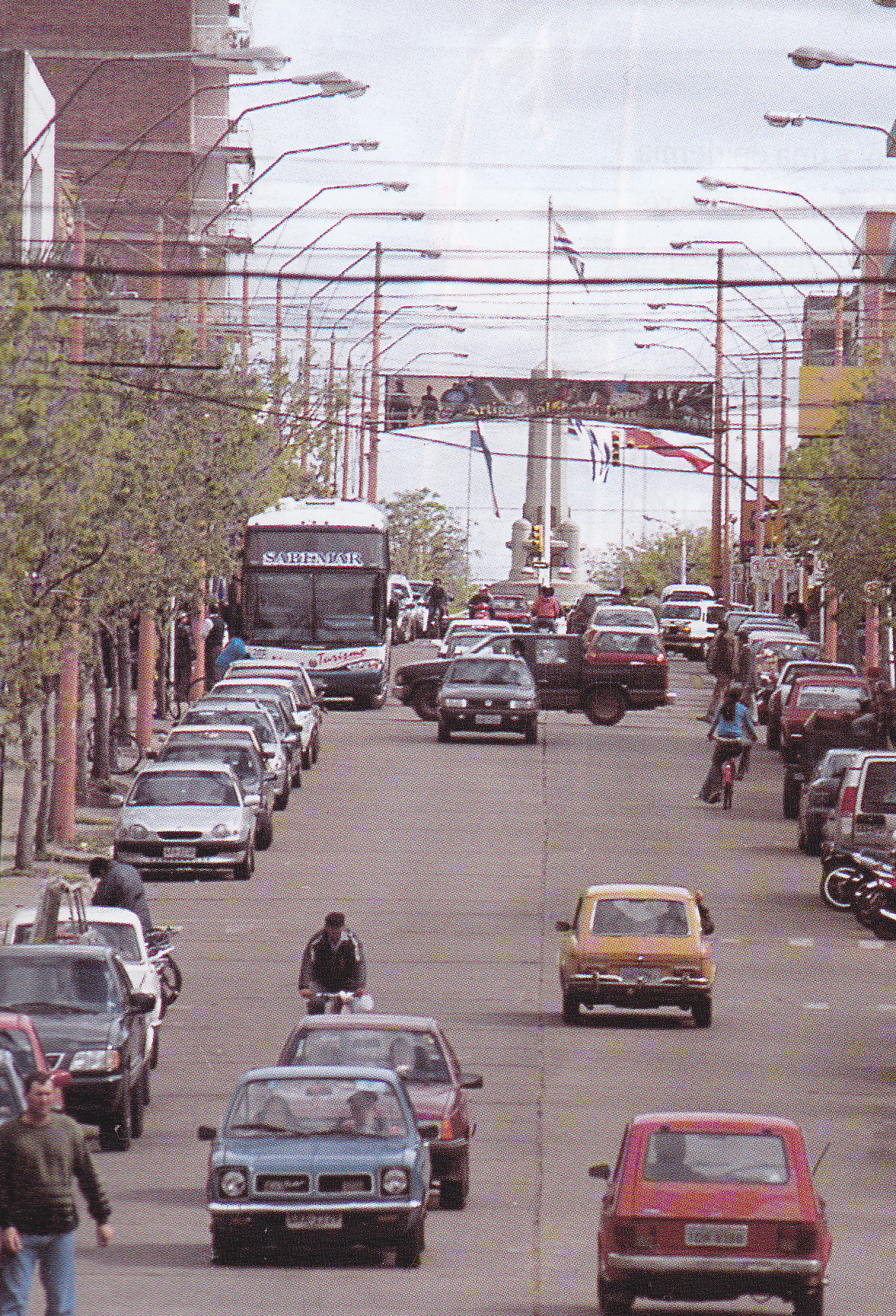
Av. Lecueder - Ciudad de Artigas

La población total del departamento según el censo del año 2011 se sitúa en 73 378 habitantes (2,2% del total del país y 3,7% del interior, con una densidad poblacional de 6,2 hab/km². Un 48% corresponde a hombres y un 52% corresponde a mujeres. Muestra una estructura más joven respecto a la del interior como al total país, especialmente en el tramo de 0 a 14 años (y más nítido entre 6 y 14 años).
La distribución por área geográfica es mayoritariamente urbana (95,2%), guarismo similar al total del país; por lo que en el medio rural viven 3524 personas.
A continuación se detalla la evolución demográfica del departamento de Artigas, de acuerdo a los censos oficiales.
| 26 321        | 52 843 | 57 947 | 69 145 | 75 059 | 78 019 | 73 318 |
| (Fuente: INE) |        |        |        |        |        |        |

Datos demográficos, según el INE (año 2010):
- Tasa de crecimiento exponencial: -0,006%
- Tasa bruta de natalidad: 15,48‰.
- Tasa bruta de mortalidad: 7,05‰.
- Tasa global de fecundidad: 2,1814.
- Esperanza de vida al nacer total: 75,43 años.
- Esperanza de vida al nacer mujeres: 79,35 años.
- Esperanza de vida al nacer hombres: 72,03 años.

## Centros urbanos
Los siguientes son pueblos o ciudades con una población de 100 o más personas (datos del censo del año 2023):

## Elementos identitarios

### Etimología
El nombre de este departamento es en homenaje a José Gervasio Artigas, el cual fue un militar rioplatense, uno de los más importantes estadistas de la Revolución del Río de la Plata y el máximo prócer del Uruguay.

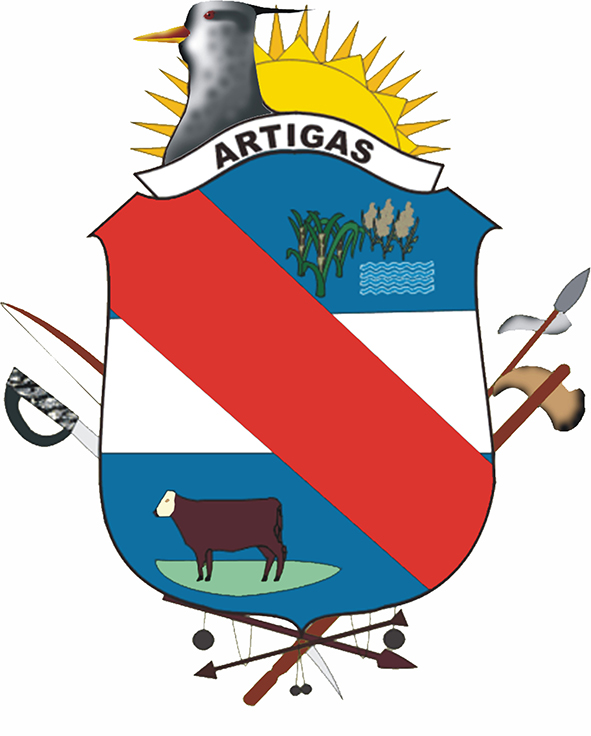
Escudo de Artigas

### Símbolos

#### Escudo
El Escudo de Artigas fue aprobado el 12 de julio de 1964 y su creador fue Walter F. Planke. El escudo utiliza la bandera de José Artigas. En el ángulo inferior izquierdo de dicha bandera, se ubica una vaca, símbolo de la principal riqueza del departamento. El ángulo superior derecho contiene dos emblemas de la producción agrícola del departamento: el arroz y la caña de azúcar, junto a algunas líneas onduladas que simbolizan los ríos Cuareim y Uruguay.
Sobre la mencionada bandera, aparece la imagen de un tero, pájaro simbólico que encarna el vigía y el centinela. Detrás del ave, aparece el sol de Mayo, símbolo del Pabellón Nacional y símbolo de igualdad. También aparece la palabra Artigas. El escudo es adornado con armas y herramientas utilizados por los charrúas.

Bandera de Artigas

#### Bandera
La bandera del departamento de Artigas, utiliza los colores de la Bandera de José Artigas. Posee una figura poco habitual en este tipo de símbolos: un triángulo embrazado desplazado, el cual (por sus tres puntas) representa la triple frontera que posee el departamento con los países vecinos de Argentina y Brasil. El círculo dentro del triángulo representa la riqueza mineral del departamento, más precisamente sus piedras semi preciosas.
Las cuatro franjas azules son tomadas del Pabellón Nacional, y definen la calidad de uruguayos de los habitantes del departamento. La franja inferior azul representa a la riqueza hídrica del departamento. El fondo blanco simboliza la integridad y la pureza de los habitantes artiguenses.

## Gobierno

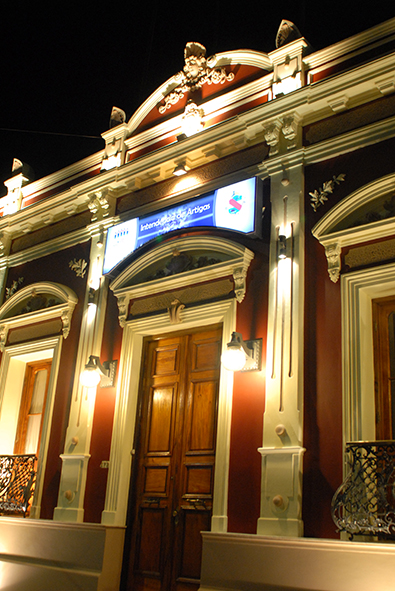
Intendencia de Artigas

Históricamente fue un departamento con neto predominio colorado.
En las elecciones de 1958, ampliamente ganadas por el Partido Nacional en todo el Uruguay, el único departamento que mantuvo una Intendencia colorada fue Artigas. En el periodo de 1973 a 1984,  durante la dictadura Uruguaya, tuvo "intendentes interventores de facto", donde participaron civiles vinculados al partido colorado y militares. El legislativo fue sustituidos por una "Junta de Vecinos". Una vez retomada la democracia el Partido Colorado vuelve a gobernar por cuatro periodos.
La crisis económica del año 2002 y la mala gestión del intendente Carlos SIgnorelli marcó el hundimiento electoral del Partido Colorado colocando por primera vez un intendente del Partido Nacional: Julio Silveira.
En las elecciones municipales del año 2010 el Frente Amplio logra por primera vez el triunfo en el departamento de Artigas y es electa por primera vez en la historia departamental una mujer: Patricia Ayala.
En las elecciones municipales del año 2015, el Partido Nacional recupera el departamento con un nuevo intendente: Pablo Caram, encabezando una gestión con foco en la infraestructura, con obras significativas en todo el departamento, destacandose la incorporación de hormigón y carpeta asfáltica en avenidas y arterias principales. En las elecciones de 2019 resulta electo nuevamente para el periodo 2020-2025, siendo el primer Intendente reelecto de la historia. Renunció en el año 2024 para postularse a Diputado, candidatura que no se concretó. En su lugar asumió la Escribana Elita Volpi.

### Ejecutivo
La Intendencia Departamental es el órgano ejecutivo del departamento. El Intendente es electo de forma directa con cuatro suplentes, por un período de cinco años con posibilidad de reelección.

### Legislativo
La legislatura está ejercida por una Junta Departamental compuesta de 31 ediles, con tres suplentes, que acompañan a las listas electorales y son elegidos de forma democrática. Los ediles son los encargados de proponer reformas municipales, decretos e impuestos, así como cualquier otro proyecto que estimen conveniente coordinar con el Intendente. Estos cumplen la función del Poder Legislativo a nivel departamental.

### Intendentes de Artigas desde 1947
|    | Intendente                                                 | Partido          | Período     | Observaciones         |
| -- | ---------------------------------------------------------- | ---------------- | ----------- | --------------------- |
| 1  | Ramón Queiruga                                             | Partido Nacional | 1947 - 1951 | Ejecutivo unipersonal |
| 2  | Hotacilio Brum                                             | Partido Colorado | 1951 - 1955 | Ejecutivo unipersonal |
| 3  | Walter Othais, Venancio Riani, Santiago Belzarena          | Partido Colorado | 1955 - 1959 | Ejecutivo colegiado   |
| 4  | Atilio Ferrandís, Luis A. Montossi, Ángel E. Riani         | Partido Colorado | 1959 - 1963 | Ejecutivo colegiado   |
| 5  | Tomás Pólito, Blas Mello                                   | Partido Nacional | 1959 - 1963 | Ejecutivo colegiado   |
| 6  | Atilio Ferrandís, Mauro García da Rosa, Juan Carlos Castro | Partido Colorado | 1963 - 1967 | Ejecutivo colegiado   |
| 7  | Jacinto Méndez, Antonio Larraydi                           | Partido Nacional | 1963 - 1967 | Ejecutivo colegiado   |
| 8  | Atilio Ferrandís                                           | Partido Colorado | 1967 - 1972 | Ejecutivo unipersonal |
| 9  | Atilio Ferrandís                                           | Partido Colorado | 1972 - 1973 | Ejecutivo unipersonal |
| 10 | Luis Eduardo Juan                                          | Partido Colorado | 1985 - 1990 | Ejecutivo unipersonal |
| 11 | Ariel Riani                                                | Partido Colorado | 1990 - 1995 | Ejecutivo unipersonal |
| 12 | Luis Eduardo Juan, Carlos Signorelli                       | Partido Colorado | 1995 - 2000 | Ejecutivo unipersonal |
| 13 | Carlos Signorelli                                          | Partido Colorado | 2000 - 2005 | Ejecutivo unipersonal |
| 14 | Julio Silveira                                             | Partido Nacional | 2005 - 2010 | Ejecutivo unipersonal |
| 15 | Patricia Ayala                                             | Frente Amplio    | 2010 - 2015 | Ejecutivo unipersonal |
| 16 | Pablo Caram                                                | Partido Nacional | 2015 - 2020 | Ejecutivo unipersonal |
| 17 | Pablo Caram                                                | Partido Nacional | 2020 - 2025 | Ejecutivo unipersonal |

### División administrativa

Situación de los municipios del departamento de Artigas: 1) Baltasar Brum, 2) Bella Unión y 3) Tomás Gomensoro.

#### Municipios
A través de la ley N.º 18653 del 15 de marzo de 2010, fueron creados 3 municipios en el departamento de Artigas. Los municipios creados son: Municipio de Bella Unión, Tomás Gomensoro y Baltasar Brum.
| Mapa | Municipio       | Superficie (km²) | Población (2011) | Sede            |
| ---- | --------------- | ---------------- | ---------------- | --------------- |
|      | Baltasar Brum   | 754              | 2608             | Baltasar Brum   |
|      | Bella Unión     | 547              | 18406            | Bella Unión     |
|      | Tomás Gomensoro | 804.5            | 2902             | Tomás Gomensoro |

## Infraestructura y transporte

### Energía
El servicio es suministrado por la empresa estatal UTE, la cual se encarga del servicio eléctrico urbano, suburbano y rural.
La energía que se usa en el departamento proviene principalmente de la represa hidroeléctrica de Salto Grande, así como también del ingenio sucro-alcoholero de ALUR (que genera un excedente de energía de 4 MW/hora, que es volcado a la red de UTE); y más recientemente, de la planta de energía eólica "Juan Pablo Terra".
Esta última planta de energía eólica, inaugurada en 2015, se encuentra ubicada en la ruta 30 a la altura del km 111,5 , a 20 km de la ciudad de Artigas, compuesta por 28 aerogeneradores, con capacidad de producir 67,2 MW/hora, o 283 GWh al año (equivalente al consumo de 100.000 uruguayos al año), siendo el quinto parque eólico en capacidad de producción de energía eléctrica del país.

### Vías terrestres y transporte

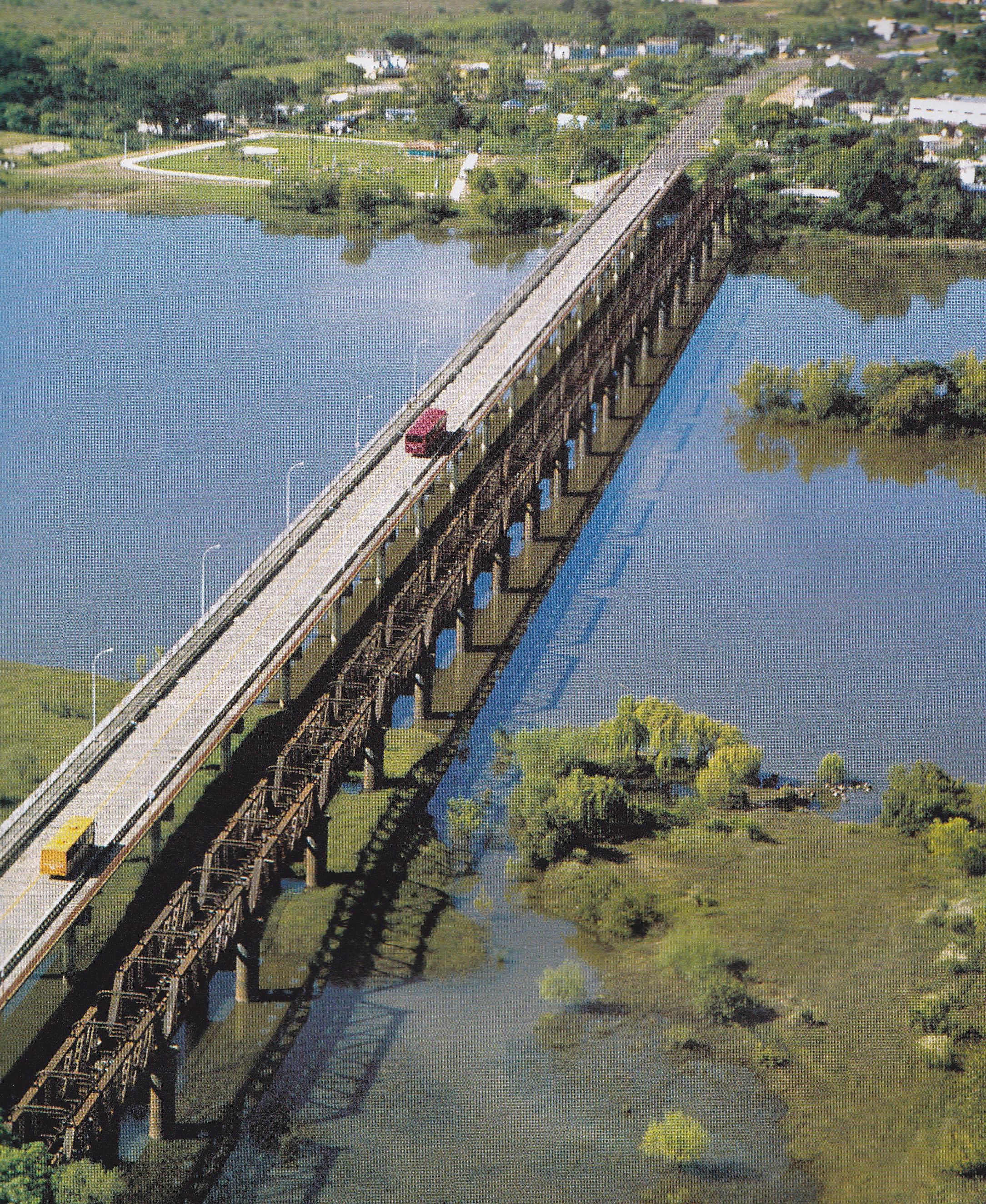
Puente Internacional Bella Unión - Barra do Quaraí.

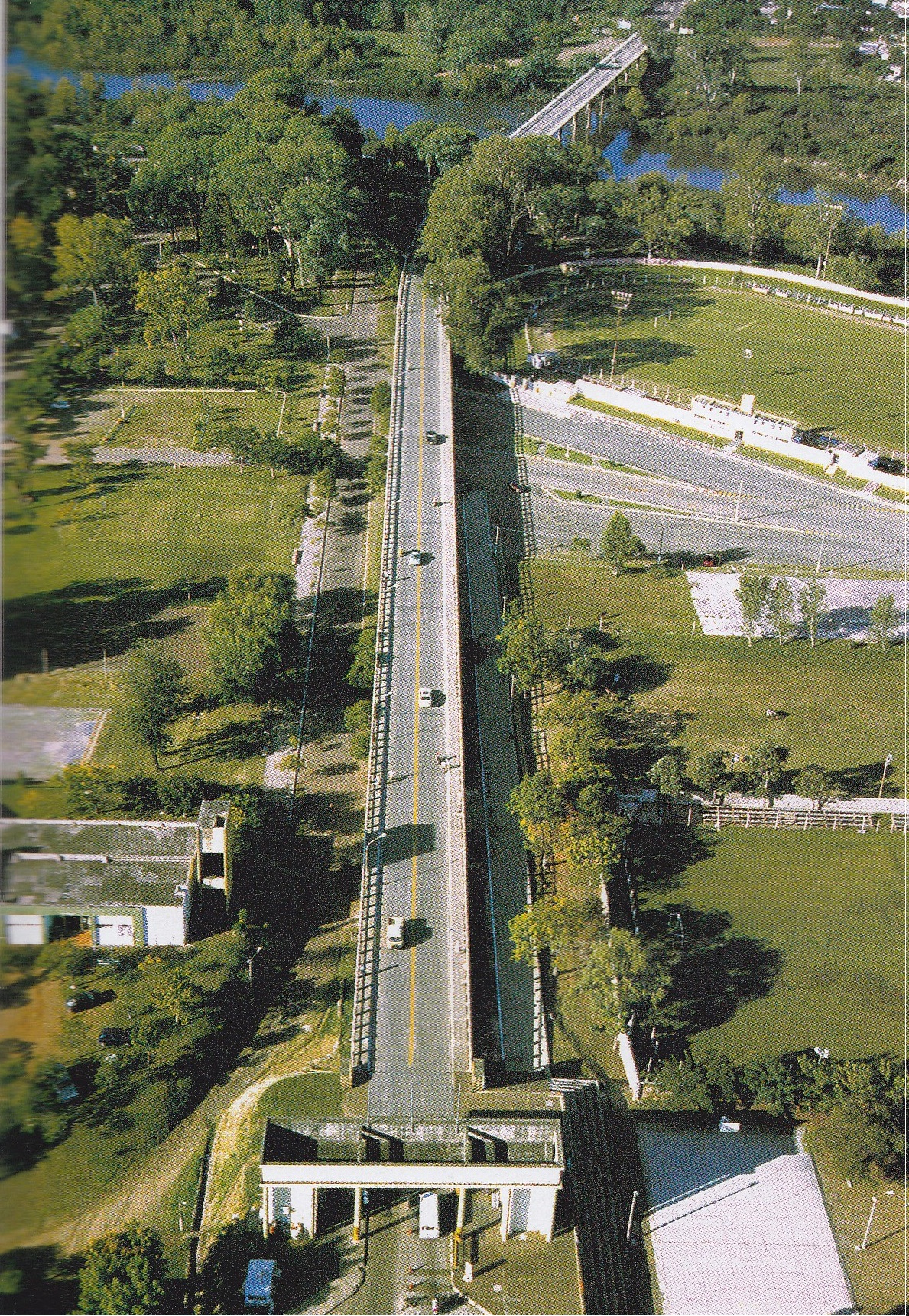
Puente Internacional de la Concordia.

El departamento de Artigas representa el 4,7% de la red vial nacional (768 km), presentando una densidad de red vial por kilómetro cuadrado de superficie menor que el promedio nacional y el del interior del país. El 15% de la red existente presenta carpeta asfáltica (calidad superior), el 34% presenta tratamiento bituminoso (calidad media), y el 51% es de tosca (calidad inferior).
El departamento se conecta con el resto del país a través de 3 rutas nacionales:
- Ruta 30: nace en la ruta 3, 23 km al sur de la ciudad de Bella Unión, recorre el departamento de oeste a este, pasando por la ciudad de Artigas, para luego finalizar su recorrido en la ruta 5, en el departamento de Rivera, conectando de esta manera la capital departamental con la ciudad de Montevideo: este último tramo de 133 km desde la capital departamental hasta la ruta 5, forma parte de la red primaria nacional de carreteras.

- Ruta 3: proveniente desde el sur del país, es uno de los corredores carreteros internacionales con los que cuenta el país. Accede al departamento en la zona oeste, conectando directamente a la ciudad de Bella Unión con varias capitales departamentales como Salto, Paysandú, Trinidad, San José, y a través de la conexión con ruta 1 con Montevideo.

- Ruta 4: conecta la ciudad de Artigas con la de Salto a través de la ruta 31.

En cuanto a conexiones internacionales, el departamento se encuentra unido al Brasil a través de dos puentes: el Puente Internacional de la Concordia, que une Artigas con Quaraí.
Actualmente se discute y planifica la creación de un puente sobre el río Uruguay uniendo a las ciudades de Bella Unión y Monte Caseros.
Las ciudades de Artigas y Bella Unión se caracterizan por ser puntos de salida (asociado a exportaciones) para el transporte de carga. Estos puntos de salida en conjunto representan el 4,4 % del movimiento total de transporte internacional de carga que sale del país.

### Aeropuerto
El departamento cuenta con un aeropuerto internacional a 4 km al noroeste de la capital departamental.

### Ferrocarril
Cuenta con una vía férrea (AFE) que llega desde Montevideo pasando por Salto y Paysandú, al ingresar al departamento envía un ramal a Bella Unión por el cual se comunica con un puente internacional con Barra do Quarai y más allá con Uruguaiana, éste sirvió para pasajeros hasta 1961 y para cargas hasta 1979. El otro ramal llega a la ciudad de Artigas. Desde el año 1986 la vía férrea en Artigas se encuentra clausurada. El 1 de octubre de 2001 la estación de Artigas pasó a ser terminal de ómnibus de la ciudad.

### Transporte fluvial
A nivel fluvial, el río Uruguay permite la navegación de pequeñas embarcaciones, comunicando las ciudades de Bella Unión a Monte Caseros.

## Educación

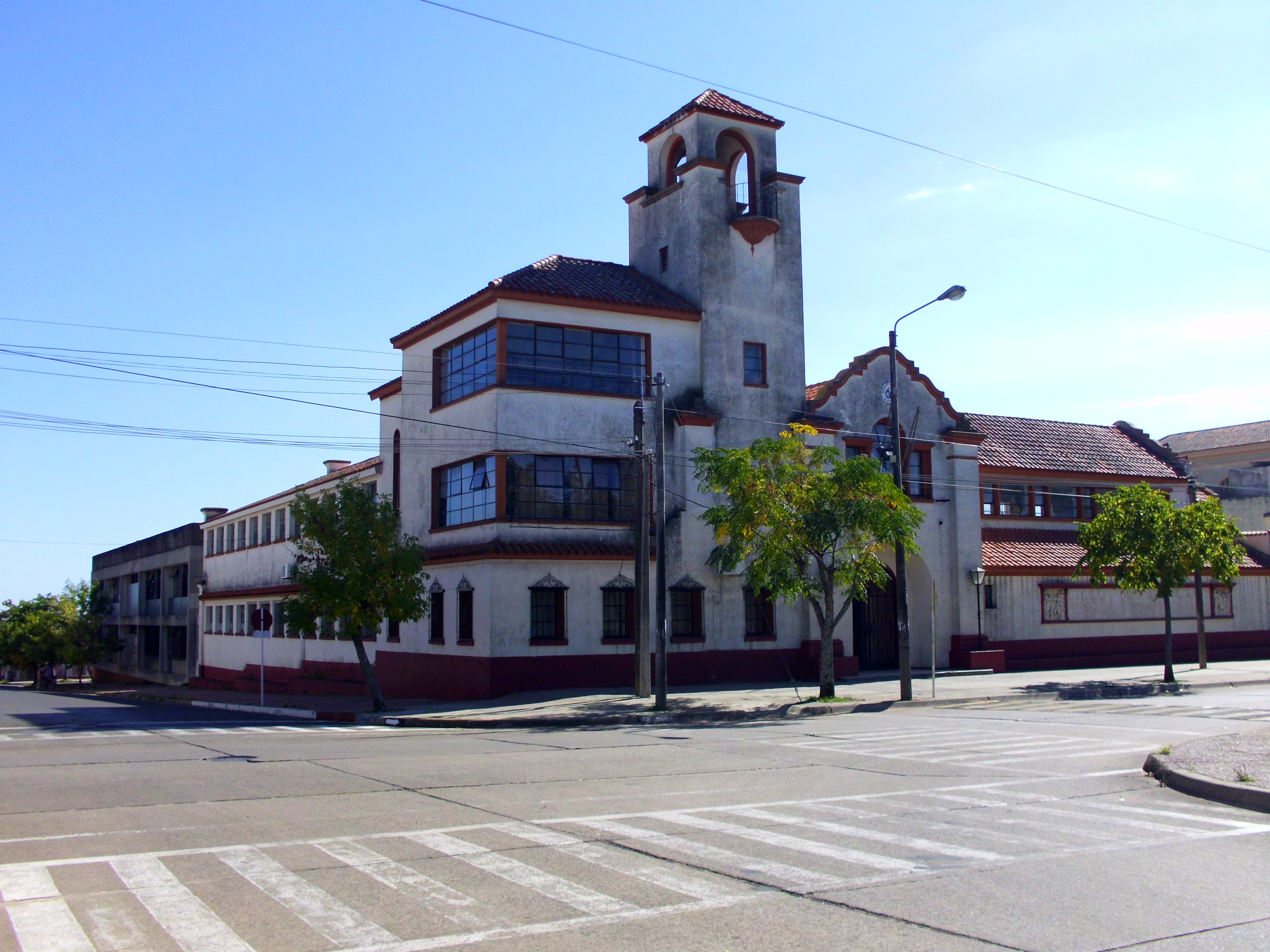
Liceo 1 de la ciudad de Artigas

El índice de alfabetización según datos del 2006 indica una tasa del 95,8%, levemente por debajo del promedio del interior y el nacional (97,2% y 97,8% respectivamente).
Los centros de enseñanza de educación primaria existentes en el departamento muestran una importante cantidad de escuelas públicas: 82 centros educativos, que incluyen 2 exclusivamente de educación inicial (94% del total). Además, existían 3 centros privados de educación primaria y 2 de educación inicial (6% restante). Aproximadamente 600 maestros educan a los niños del departamento.
En cuanto a la enseñanza secundaria, existen en el departamento 12 liceos públicos (5 en la ciudad de Artigas y 2 en Bella Unión) y un liceo privado ubicado en la capital departamental; atienden a algo más de 6.600 estudiantes, 3.800 a ciclo básico, 2.800 a bachillerato y 130 a liceos rurales.
Existen dos escuelas técnicas (una en la ciudad de Artigas y otra en Bella Unión) y una escuela agraria (en la ciudad de Artigas), todas a cargo de la Universidad del Trabajo del Uruguay (UTU), con más de 2000 estudiantes en total. A través de convenios con Secundaria y con otras instituciones del medio, se brindan carreras técnicas en otros centros educativos o los denominados cursos adaptados al medio (en 3 localidades).
El Instituto de Formación Docente «María Orticochea» forma a 460 maestros y profesores.
También existen algunas bibliotecas importantes como la Municipal, la del Liceo N° 1, entre otras.

## Personas destacadas

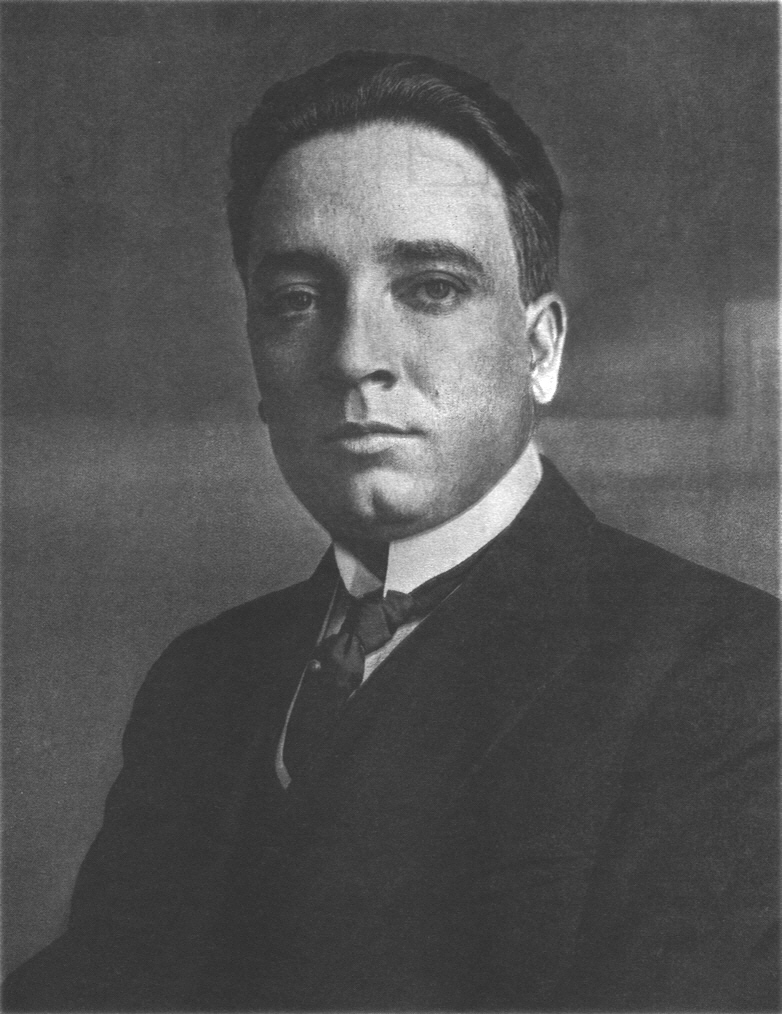
Expresidente Baltasar Brum.

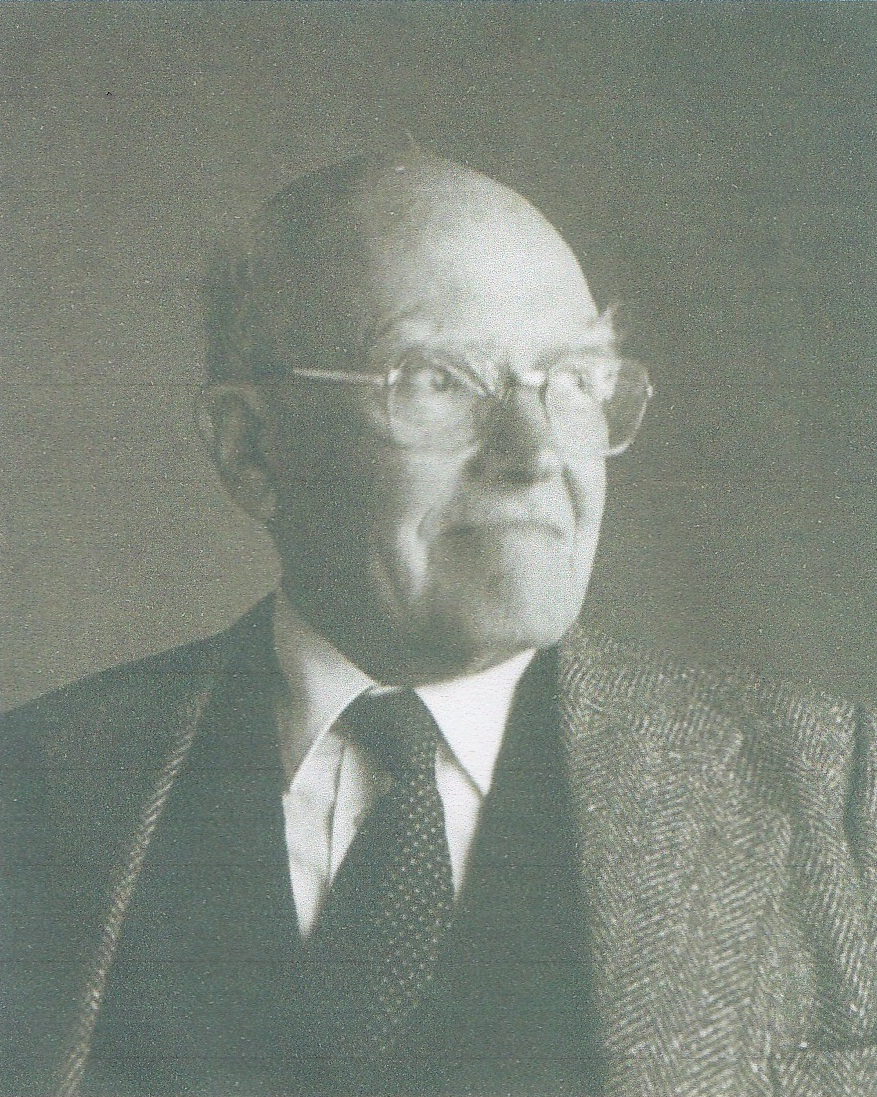
Ingeniero Eladio Dieste.

Profesionales y artistas: el ingeniero Eladio Dieste, los pintores hermanos Alceu y Edgardo Ribeiro, Daniel de los Santos (pintor), la educadora María Orticochea, los escritores Eliseo Salvador Porta y Jesús Moraes.
Políticos: el expresidente Baltasar Brum, Ulysses Pereira Reverbel, Alba Roballo (la primera mujer ministra en Sudamérica), Amílcar Vasconcellos, Luis Eduardo Mallo.
Músicos y bandas musicales: el pianista Miguel Lecueder, los grupos de música tropical Mogambo, Sonido Profesional, Konsagrados, Los Elegidos, Mario Silva y su Banda, el compositor e intérprete de música folclórica Alán Gómez.
Futbolistas: Matías González (el estadio de fútbol de la ciudad de Artigas recibe su nombre en homenaje), Bibiano Zapirain, Miguel Pereyra, Néstor Gonçálves, José Luis Pintos Saldanha, Julio César Jiménez, Rubén Paz, Venancio Ramos, Mario Saralegui, Óscar Aguirregaray, Rubén Beninca, Carlos Bueno, Fabián Coelho, Joe Bizera, William Ferreira, Darwin Núñez. 

## Deportes

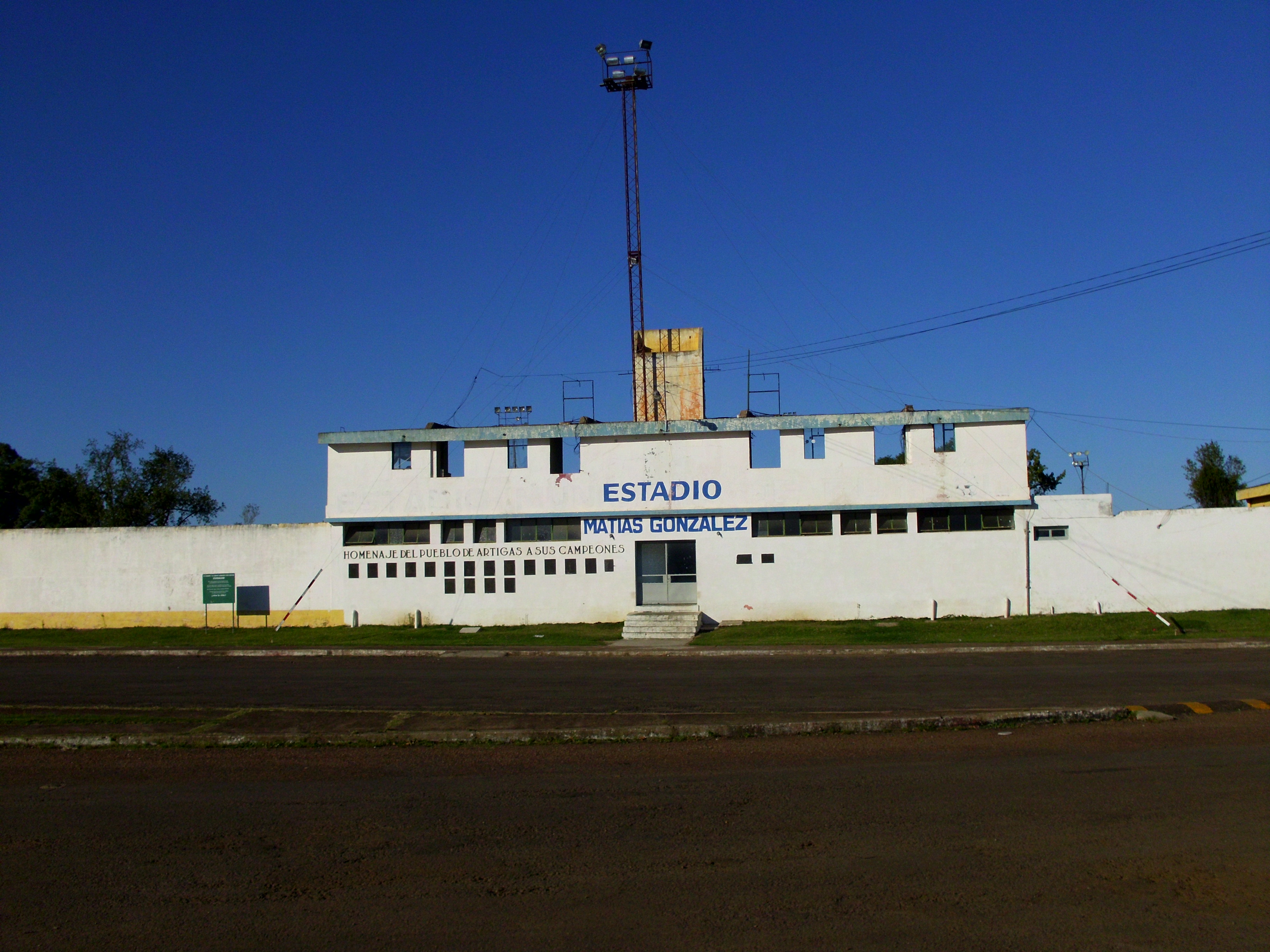
Estadio Matías González

El deporte por excelencia es el fútbol, los dos clubes de fútbol del departamento con más trayectoria y protagonistas del clásico del fútbol artiguense son:
- Wanderers Fútbol Club, que fue fundado en 1935 y juega en la Liga Departamental de Fútbol de Artigas. Cuenta con 3 títulos de la Copa Nacional de Clubes.
- San Eugenio Fútbol Club, fue fundado en 1908 y su equipo juega en la Primera División de la Liga Departamental de Fútbol de Artigas.

A nivel de AUF el Club Atlético Artigas compite en la Tercera categoría de fútbol en Uruguay, el club fue originalmente fundado en Montevideo pero tras la adquisición del mismo por parte de una SAD el mismo pasó a ser del departamento.  
El principal estadio del departamento es el Estadio Matías González.
También el departamento se destaca en el ciclismo nacional.

## Medios de comunicación

### Televisión por aire y cable

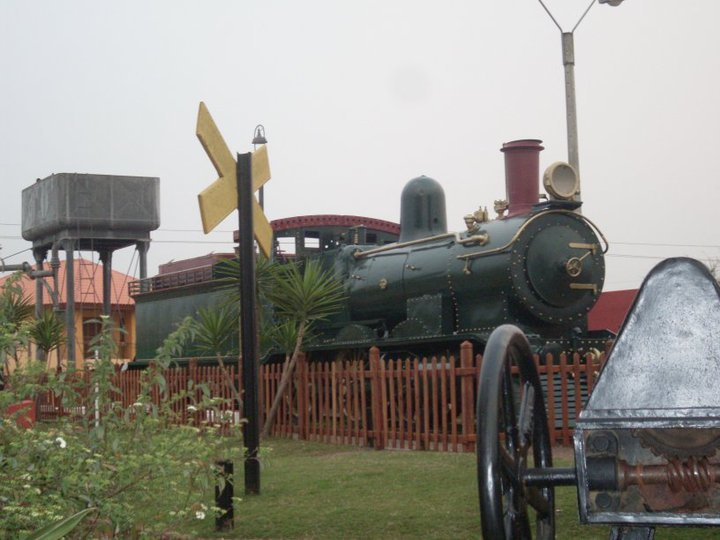
Locomotora frente a terminal de bus

El departamento cuenta con 3 canales de aire:
- Canal 5 SODRE, canal público estatal (se sintoniza como canal 12).
- Canal 3 Artigas TV, canal privado fundado el 19 de junio de 1967. Afiliado a La Red, presenta variados contenidos locales, entre estos: noticias, entretenimiento, negocios, entre otros.
- Canal 10 Telediez (Bella Unión), retransmite la programación de La Red.

A su vez brindan servicio 3 empresas operadoras de televisión por cable, con nombres muy parecidos:
- Cablevisión Uruguay (Artigas)
- Cable Visión Artigas (Artigas)
- Cable Visión (Bella Unión, Tomas Gomensoro y Baltasar Brum)

### Radio
Las emisoras que transmiten en AM son:

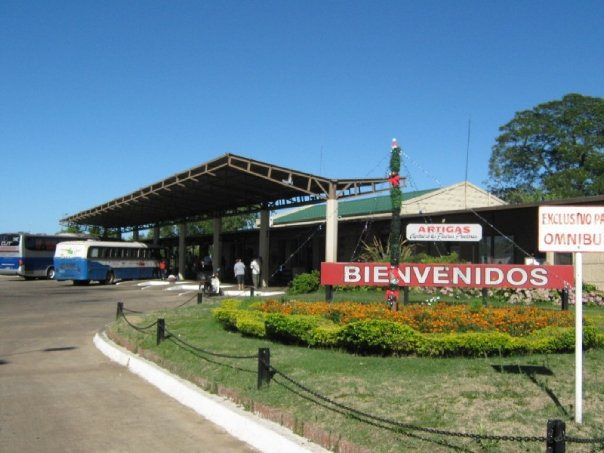
Terminal de Bus-Ciudad de Artigas

- CX-118 La Voz de Artigas 1180 kHz (Artigas)
- CV-127 Radio Cuareim 1270 kHz (Artigas)
- CW-17 Radio Frontera 900 kHz (Artigas)
- CW-125 Radio Bella Unión 1250 kHz (Bella Unión)
- CW-157A Emisora Celeste 1570 kHz (Tomas Gomensoro)
- CV-149Emisora del Centro 1490 kHz (Baltasar Brum)

Las emisoras que transmiten en FM son:
- CX-202 Frontera FM 88,3 MHz (Artigas)
- CX-208D Viva FM 89.5 MHz (Artigas)
- CX-214 Amatista FM 90.7 MHz (Artigas)
- CXC-217 Horizonte FM 91,3 MHz (FM comunitaria, Artigas)
- CX-254 RNU - Radio Uruguay (ex-SODRE) 98.7 MHz (Artigas)
- CX-279A Universo Uruguay FM 103.7 MHz (Bella Unión)
- CX-288 Stereo Norte FM 105.5 MHz (Bella Unión)
- CX-221A Milenio FM 92.1 MHz (Bella Unión)
- CX-261B RNU - Radio Uruguay (ex-SODRE) 100.1 MHz (Bella Unión)